# Qal'eh-ye-Ganj
Qal'eh-ye Ganj (farsi قلعه گنج) è il capoluogo dello shahrestān di Qal'eh-ye-Ganj, circoscrizione Centrale, nella provincia di Kerman. Aveva, nel 2006, una popolazione di 11.560 abitanti. 